# Karłowsko
Karłowsko (bułg. Карловско) – wieś w południowej Bułgarii, w obwodzie Chaskowo, gminie Iwajłowgrad. Wieś w 2006 roku liczyła 12 mieszkańców, natomiast nie później niż w 2011 roku była już niezamieszkana.